# Weltmeisterschaften im Gewichtheben 1975
Die 49. Weltmeisterschaften im Gewichtheben der Männer fanden vom 15. bis 23. September 1975 in der sowjetischen Hauptstadt Moskau statt. An den von der International Weightlifting Federation (IWF) im Zweikampf (Reißen und Stoßen) ausgetragenen Wettkämpfen nahmen 169 Gewichtheber aus 33 Nationen teil.

## Medaillengewinner

### Männer

#### Klasse bis 52 Kilogramm
| Disziplin | Gold             | Gold     | Silber            | Silber   | Bronze      | Bronze   |
| --------- | ---------------- | -------- | ----------------- | -------- | ----------- | -------- |
| Reißen    | Zygmunt Smalcerz | 105,0 kg | Masamoto Takeuchi | 105,0 kg | Lajos Szűcs | 100,0 kg |
| Stoßen    | Zygmunt Smalcerz | 132,5 kg | Alexander Woronin | 132,5 kg | Lajos Szűcs | 130,0 kg |
| Zweikampf | Zygmunt Smalcerz | 237,5 kg | Alexander Woronin | 232,5 kg | Lajos Szűcs | 230,0 kg |

#### Klasse bis 56 Kilogramm
| Disziplin | Gold           | Gold     | Silber            | Silber   | Bronze         | Bronze   |
| --------- | -------------- | -------- | ----------------- | -------- | -------------- | -------- |
| Reißen    | Waldemar Korcz | 112,5 kg | Włodzimierz Jakub | 112,5 kg | Karel Prohl    | 110,0 kg |
| Stoßen    | Atanas Kirov   | 145,0 kg | Karel Prohl       | 140,0 kg | Waldemar Korcz | 140,0 kg |
| Zweikampf | Atanas Kirov   | 255,0 kg | Waldemar Korcz    | 252,5 kg | Karel Prohl    | 250,0 kg |

#### Klasse bis 60 Kilogramm
| Disziplin | Gold               | Gold     | Silber             | Silber   | Bronze         | Bronze   |
| --------- | ------------------ | -------- | ------------------ | -------- | -------------- | -------- |
| Reißen    | Nikolai Kolesnikow | 125,0 kg | Georgi Todorow     | 125,0 kg | Setsuya Goto   | 122,5 kg |
| Stoßen    | Georgi Todorow     | 160,0 kg | Takashi Saito      | 155,0 kg | Wiesław Pawluk | 155,0 kg |
| Zweikampf | Georgi Todorow     | 285,0 kg | Nikolai Kolesnikow | 277,5 kg | Wiesław Pawluk | 275,0 kg |

#### Klasse bis 67,5 Kilogramm
| Disziplin | Gold               | Gold     | Silber             | Silber   | Bronze              | Bronze   |
| --------- | ------------------ | -------- | ------------------ | -------- | ------------------- | -------- |
| Reißen    | Zbigniew Kaczmarek | 137,5 kg | Petro Korol        | 135,0 kg | Mladen Kutschew     | 132,5 kg |
| Stoßen    | Petro Korol        | 177,5 kg | Zbigniew Kaczmarek | 175,0 kg | Mucharbi Kirschinow | 172,5 kg |
| Zweikampf | Petro Korol        | 312,5 kg | Zbigniew Kaczmarek | 312,5 kg | Mladen Kutschew     | 302,5 kg |

#### Klasse bis 75 Kilogramm
| Disziplin | Gold          | Gold     | Silber           | Silber   | Bronze           | Bronze   |
| --------- | ------------- | -------- | ---------------- | -------- | ---------------- | -------- |
| Reißen    | Jordan Mitkow | 150,0 kg | Nedeltscho Kolew | 145,0 kg | Peter Wenzel     | 145,0 kg |
| Stoßen    | Peter Wenzel  | 190,0 kg | Jordan Mitkow    | 182,5 kg | Nedeltscho Kolew | 180,0 kg |
| Zweikampf | Peter Wenzel  | 335,0 kg | Jordan Mitkow    | 332,5 kg | Nedeltscho Kolew | 325,0 kg |

#### Klasse bis 82,5 Kilogramm
| Disziplin | Gold          | Gold     | Silber               | Silber   | Bronze               | Bronze   |
| --------- | ------------- | -------- | -------------------- | -------- | -------------------- | -------- |
| Reißen    | Walery Schary | 162,5 kg | Trendafil Stojtschew | 162,5 kg | Péter Baczakó        | 157,5 kg |
| Stoßen    | Rolf Milser   | 200,0 kg | Walery Schary        | 195,0 kg | Trendafil Stojtschew | 195,0 kg |
| Zweikampf | Walery Schary | 357,5 kg | Trendafil Stojtschew | 357,5 kg | Juhani Avellan       | 350,0 kg |

#### Klasse bis 90 Kilogramm
| Disziplin | Gold         | Gold     | Silber             | Silber   | Bronze             | Bronze   |
| --------- | ------------ | -------- | ------------------ | -------- | ------------------ | -------- |
| Reißen    | David Rigert | 167,5 kg | Michel Broillet    | 167,5 kg | Serhej Poltorazkyj | 165,0 kg |
| Stoßen    | David Rigert | 210,0 kg | Serhej Poltorazkyj | 207,5 kg | Peter Petzold      | 202,5 kg |
| Zweikampf | David Rigert | 377,5 kg | Serhej Poltorazkyj | 372,5 kg | Peter Petzold      | 362,5 kg |

#### Klasse bis 110 Kilogramm
| Disziplin | Gold              | Gold     | Silber           | Silber   | Bronze        | Bronze   |
| --------- | ----------------- | -------- | ---------------- | -------- | ------------- | -------- |
| Reißen    | Walentin Christow | 180,0 kg | Vasily Mazheikov | 170,0 kg | Jürgen Ciezki | 170,0 kg |
| Stoßen    | Walentin Christow | 237,5 kg | Vasily Mazheikov | 220,0 kg | Jürgen Ciezki | 220,0 kg |
| Zweikampf | Walentin Christow | 417,5 kg | Vasily Mazheikov | 390,0 kg | Jürgen Ciezki | 390,0 kg |

#### Klasse über 110 Kilogramm
| Disziplin | Gold              | Gold     | Silber           | Silber   | Bronze            | Bronze   |
| --------- | ----------------- | -------- | ---------------- | -------- | ----------------- | -------- |
| Reißen    | Christo Plaschkow | 195,0 kg | Wassili Alexejew | 187,5 kg | Jürgen Heuser     | 180,0 kg |
| Stoßen    | Gerd Bonk         | 242,5 kg | Wassili Alexejew | 240,0 kg | Jürgen Heuser     | 232,5 kg |
| Zweikampf | Wassili Alexejew  | 427,5 kg | Gerd Bonk        | 422,5 kg | Christo Plaschkow | 420,0 kg |